# Teologia pastoral
A teologia pastoral é a disciplina teológica estudando prática eclesial oferecendo critérios para a ação corretiva. É a parte da Teologia cristã que cuida da aplicação prática dos ensinamentos teológicos à acção ou pastoral da Igreja (quer ela seja católica ou protestante ou de outras confissões cristãs) e à vida quotidiana de cada crente, principalmente à formação dos fiéis (leigos ou clérigos) enquanto filhos de Deus e membros da Igreja, conduzindo-os no recto caminho da Palavra de Deus e da salvação, através dos ensinamentos emanados pela Igreja.
Esta teologia, que está englobada pela teologia prática, contém vários sub-campos relacionados como a Teologia de Missões, a Evangelização, a psicologia pastoral ou psicologia da religião, homilética, catequese e áreas similares.

## História do termo
Historicamente, o termo assumiu vários significados, às vezes questionável, mas especialmente:
- A teoria do ministério ordenado, em geral, incluindo a definição de suas funções e deveres, enfatizando princípios teológicos, exigências morais e espirituais, os métodos para a realização desta atividade, e disciplinas relacionadas com o ensino e educação, tendo em vista o ministério cristão.
- A teoria do cuidado pastoral , ou "cura de almas", "aconselhamento pastoral", ambiguamente distingue de outras funções pastorais que se concentra principalmente sobre as necessidades do indivíduo e do envolvimento pessoal do ministério com os fiéis.
- A forma de compreensão da teologia que é o contexto e prática do ministério e missão cristã, e, portanto, uma perspectiva particular sobre toda a teologia.
- A teologia de toda a vida e obra da Igreja no seu contexto contemporâneo e empírica, incluindo o trabalho do ministério só consagrou como seu principal exemplo.

A primeira definição, em termos de trabalho global do pastorado , é o conceito tradicional de teologia pastoral que prevaleceu até o século XIX tradições é católica que protestante (embora os traços protestantes 'l homiletic separadamente). A ênfase no cuidado do crente individual (definição II) surgiu fortemente no protestantismo do século XX , muitas vezes misturada com o projeto mais velho e do conceito que vê esta disciplina como um modo de reflexão teológica distingue por seu contexto específico de aplicação ( Formato III). Este terceiro significado também está intimamente ligado ao IV, o entendimento de que o catolicismo contemporâneo, que se distingue pela sua ênfase no ministério como o trabalho de toda a Igreja, e não apenas o clero.

## Relação com outras disciplinas
A teologia pastoral reflectida nas diversas situações concretas e empíricas da Igreja e do mundo. Seu objeto e seu método, portanto, não pode ser estendida para obter das outras disciplinas teológicas, exigem uma compreensão da situação humana em sua particularidade histórica, contingência e desenvolvimento experimental para desenvolver critérios metodológicos adequados e eficazes. Tradicionalmente, foi dito que o seu método envolve a aplicação de princípios abstratos para situações específicas (com certas habilidades e virtudes acessório). O pensamento contemporâneo, no entanto, tende a abraçar conceitos método mais dinâmica e dialética, na qual comparamos os princípios teológicos, derivadas de outras disciplinas, mas a partir da reunião da doutrina e as situações concretas são elaborados os critérios para intervir de forma mais eficaz na prática. Historicamente, a teologia pastoral teve uma relação particularmente estreita com a teologia moral e casuística , refletindo a medida em que o cuidado pastoral tomou a forma de conduta moral e disciplina penitencial através de grande parte da história da Igreja. No século XX , no entanto, a prática pastoral foi fortemente orientada principalmente para interesses terapêuticos, especialmente no protestantismo . Essa mudança tem se expandido e reorientada teologia pastoral da ética de condução e disciplina em relação às questões mais teologicamente concebidas em ' antropologia e soteriologia (protestantismo), bem como para a " eclesiologia e teologia litúrgica (catolicismo). Questão particularmente importante na teologia pastoral protestante foi a clarificação da natureza e finalidade da ética depois de várias décadas de orientação psicoterapêutica, enquanto que no catolicismo essas novas ênfases têm desafiado e ampliou a compreensão histórica do sistema sacramental como uma expressão do fundamental e abrangente de cuidados ministério na Igreja.

## História e problemas

### O problema da teologia pastoral hoje. Leitura com o uso e as referências do Magistério
Principais problemas de hoje em matéria de teologia pastoral (a ciência que estuda a ação corretiva) no catolicismo é, de acordo com uma opinião amplamente compartilhada por clérigos e eruditos teólogos (v. Hermenêutica do Concílio Vaticano II ), o seu afastamento da doutrina católica e, em particular, a partir de teologia dogmática e fé no traje, o que, de acordo com o escritor Carlo Di Pietro, iria contra os ditames da Igreja e, mais precisamente, contra o que explica bem o documento Humani generis do Papa Pio XII . Lê-se, de fato, na Carta Encíclica do Papa Pio XII 12 de Agosto 1950: "Embora este sagrado magistério, em questões de fé e moral, deva ser para todo teólogo a norma próxima e universal da verdade (visto que a ele confiou nosso Senhor Jesus Cristo a guarda, a defesa e a interpretação do depósito da fé, ou seja, das Sagradas Escrituras e da Tradição divina), contudo, por vezes se ignora, como se não existisse, a obrigação que têm todos os fiéis de fugir mesmo daqueles erros que se aproximam mais ou menos da heresia e, portanto, de observar também as constituições e decretos em que a Santa Sé proscreveu e proibiu tais falsas opiniões. Alguns há que de propósito desconhecem tudo quanto os sumos pontífices expuseram nas encíclicas sobre o caráter e a constituição da Igreja, a fim de fazer prevalecer um conceito vago, que eles professam e dizem ter tirado dos antigos Padres, principalmente dos gregos. Os sumos pontífices, dizem eles, não querem dirimir questões disputadas entre os teólogos; e, assim, cumpre voltar às fontes primitivas e explicar com os escritos dos antigos as modernas constituições e decretos do magistério. Esse modo de falar pode parecer eloqüente, mas não carece de falácia. Pois é verdade que os romanos pontífices em geral concedem liberdade aos teólogos nas questões controvertidas entre os mais acreditados doutores; porém, a história ensina que muitas questões que antes eram objeto de livre discussão já não podem ser discutidas. Nem se deve crer que os ensinamentos das encíclicas não exijam, por si, assentimento, sob alegação de que os sumos pontífices não exercem nelas o supremo poder de seu magistério. Entretanto, tais ensinamentos provêm do magistério ordinário, para o qual valem também aquelas palavras: "Quem vos ouve a mim ouve" (Lc 10, 16); e, na maioria das vezes, o que é proposto e inculcado nas encíclicas, já por outras razões pertence ao patrimônio da doutrina católica. E, se os romanos pontífices em suas constituições pronunciam de caso pensado uma sentença em matéria controvertida, é evidente que, segundo a intenção e vontade dos mesmos pontífices, essa questão já não pode ser tida como objeto de livre discussão entre os teólogos." .
O volume do Papado Apology  - texto dogmática, moral, legal e crônica - publicado pela Effedieffe em 2014, elaborado pelo jornalista e escritor Carlo Di Pietro [4] , 592 páginas e 1.141 notas, dedica um capítulo substancial para o assunto (p . 320 e ss.). Adiciona o autor do livro [5] , a voz DOGMÁTICO O PASTORAL ?: O ' Orientalis Ecclesiae "é o sexto encíclica emitida pelo Papa Pio XII 09 de abril de 1944; em que o Papa realça São Cirilo de Alexandria: o pastor, teólogo, defensor da verdadeira doutrina e integridade da fé contra as heresias de seu tempo. É um exemplo de Ortodoxa convite pastoral para trabalhar para a unidade dos cristãos, seguindo o exemplo de São Cirilo, em sua doutrina e seu patrocínio, "a unidade dos cristãos" bem compreendida como um retorno dos filhos errantes - que rejeitam publicamente suas heresias - no seio da única verdadeira Igreja de Cristo, e "não com o ecumenista sentido ambíguo pós Concílio Vaticano [II]" (ibid cit.. Orientalis Ecclesiae ). Então, o que você deve acreditar e manter como doutrina católica?"Id ubique teneamus quod, quod semper, quod ab omnibus traditium leste; hoc est enim verdadeiro Catholicum proprieque », que« O que - se encontra com o Lirinese - que foi considerado por todos, em todos os momentos e em todos os lugares; porque esta é verdadeira e propriamente católica " [6] (p. 320).
Também a partir do volume do Papado Apology ficamos a saber que: a antiguidade e universalidade da doutrina que deve ser de 'standard', é por isso que o grande Apóstolo nos adverte para não acreditar ainda um anjo, com qualquer estratégia pastoral está presente, quand'esso anunciamos uma doutrina diferente daquela pregada em princípio (Sed licet nsa aut angelus de caelo evangelizet vobis praeterquam quod evangelizavimus vobis, anátema sentar! Gal. I, 8). Protestando contra o iconoclasta Imperador Leo, São João Damasceno diz: "Ouça, nações, tribos, homens, mulheres, meninos, jovens velha nação santa, dos cristãos: se alguém vos pregar algo contrário ao que a Igreja Católica tem recebeu e preservado como proferidas pelos santos Apóstolos, os Padres e os Concílios, não ligue para ele ouvidos, não dê ouvidos a seu conselho mal, para que você não gosta de Eva, que, seduzida pela serpente, encontrou a morte. Ele é um anjo, um rei é aquele que ensina de forma diferente da Igreja Católica, fuggitelo, e que seja anátema " [7] .
A natureza pastoral de um documento promulgado pela Igreja ensina, mesmo reunidos em concílio ecumênico (promulgação universal pela 'apenas' Pontífice), não pode de forma alguma sacrificar o objeto material da fé [8] , a Igreja fundada por Jesus, mantendo "perpétuo e invariável a sua visibilidade," não desviou as regras sempre tão sábios, na doutrina, culto, a liturgia, pastoral, educação, etc ... [9] . O autor, citando Santo Afonso Maria de Liguori [10] , observou que as tendências hermenêuticas contemporâneas, os desafios de hoje causadas pelo novo ministro da Ciência, provavelmente levar a vida do calvinismo. Acrescenta: "Apud Quem non est transmutatio, nec vicissitudinis obumbratio", diz St. James, "não se extraviar, meus amados irmãos; Toda boa dádiva e todo dom perfeito são lá do alto, descendo do Pai das luzes, em quem não pode existir variação ou sombra de mudança "(Tg I, 16-17.); e que tipo de visibilidade que eu defendo, é que muito "bom presente, e [...] presente perfeito", onde "não há variação ou sombra de mudança"; precisamente na mesma, na Igreja fundada por Jesus Cristo, são reconhecíveis, sem dúvida, as notas da permanência e invariabilidade, aliás deve, na parte específica claramente desalojado, inevitavelmente, falar de "a igreja de apostasia, o cisma, a heresia" .
As Cartas Pastorais de São Paulo seria, de acordo Apologia do papado, a exemplo da verdadeira pastoral católica que não negligenciar o objeto material da fé. Elsewhere St. Paul lança o anátema contra qualquer agressor: Sicut praediximus, et nunc iterum dizer: Si quis vobis evangelizaverit praeter id, quod accepistis, anátema sentar (. Gal I, 9).

### Outros autores conhecidos e suas interpretações. Leituras usando e referências do Magistério.
Eles não são da mesma opinião do jornalista e escritor Carlo Di Pietro (Apologia do papado, Effedieffe 2014) outros autores contemporâneos, entre os quais:
1) Mons. Brunero Gherardini , autor do Concílio Vaticano II. Para fazer um discurso, publicado pela Casa Editrice Mariana Frigento, fundado e dirigido pelo Franciscanos da Imaculada . Segundo Mons. Gherardini, o Vaticano II abriria ao modernismo em alguns documentos da Igreja, mas ele só iria pastoralmente, permitindo, assim, a possibilidade da existência do erro nos documentos doutrinários e magistério ordinário universal, embora, como ele diz, isso aconteceu apenas pastoralmente, portanto, não invalidando toda a infalibilidade prometida. Lemos em seu livro: Quem me perguntou se ultim'analisi tabes modernista s'annidasse própria nos documentos conciliares e se os próprios pais que eram mais ou menos infectados, eu deveria responder com um não como um sim. Não, porque o sopro sobrenatural é longe do Vaticano por causa de sua confissão trinitária aberto, sua fé na Encarnação do Verbo e da redenção universal, a convicção enraizada sobre a chamada universal à santidade, reconhecido e professou causalidade cumprimentar os sacramentos, a sua alta consideração de culto litúrgico e da Eucaristia em particular, para a poupança da Igreja sacramental, a devoção mariana teologicamente alimentado. Mas, mesmo assim, por que não poucas páginas dos documentos conciliares ventilar os escritos e idéias do modernismo - ver especialmente a Gaudium et Spes - e porque alguns Padres do Concílio - e não menos importante - não escondendo simpatias abertas para o velho eo novo modernista [...] fato volevan uma Igreja peregrina da verdade, amarrado a ele, juntamente com todos os outros peregrinos ... O amigo volevan e aliado do que qualquer outro pesquisador. Assertrice, mesmo em estudos sagrados, a mesma crítica metodológica de qualquer outra ciência. A Igreja, em suma, laboratório de pesquisa e não um distribuidor da verdade caiu de cima (pp. 78-79). O problema pastoral de hoje, portanto, existe, mas deve ser resolvida em chave hermenêutica;
2) Pai Serafino M. Lanzetta, sempre dos Franciscanos da Imaculada, autor do Concílio Vaticano II, um conselho pastoral. Hermenêutica das doutrinas do Conselho, publicado pela Ignatius Press, San 2014. O autor, que também foi favorável à hermenêutica (leitura dos documentos do Concílio Vaticano II na chave tradicional), tendência admissível desde que o Concílio Vaticano II seria, diz, só pastoral , levanta a questão: O que realmente significava o Vaticano? Como explicar? A "espírito do Concílio", muitas vezes confundido com o espírito do mundo, assumiu o cargo, e os textos do magistério ficaram simplesmente fora para dar lugar a uma "primavera" construído em uma mesa por alguns especialistas do ministério. Ele acenou com a questão do conselho como um "todo" para a fé, como a nova temporada para a Igreja, como uma forma de não retorno, do lado oposto, ele foi apresentado como um soluço, um erro de apreciação. Para muitos a partida. Por outro prisão. O que é o último Conselho para a Igreja? A questão divide a Igreja talvez como nunca antes (26 p.). Segundo o padre SM Lanzetta, nem sempre claramente distinguida da doutrina na pastoral do Vaticano II , por isso o ministério de hoje seria um problema, porque o simples fato de que não pode haver nem uma definição de um ou outro, mas muitas vezes, os dois lemas usados em seu sentido tradicional, agora servem para confirmar a sã teologia, hora de sair ainda a teologia doutrinária, agora para provocar um desenvolvimento que necessariamente envolve fé e doutrina (p. 32). A partir da revisão mais recente e confiável [11] com o livro em análise, ficamos a saber que: O título da obra de P. Lanzetta expressa claramente a peculiaridade do Concílio Vaticano II: a fontalmente conselho pastoral, que se distingue por um grande ensinamento doutrinário, conseguindo envolver todos os teólogos mais importantes e influentes da época. Um problema fundamental da interpretação de que os endereços de autor está resumido na seguinte pergunta: qual é o grau de vincolabilità magisterial do Concílio Vaticano II, como tal? Esta questão não pode ser respondida corretamente se você não examinar regularmente as doutrinas individuais que constituem o rico ensinamento do Concílio Vaticano II, e, em seguida, se você não entrar, por assim dizer, nas mesmas mens conciliar, encontrado somente graças ao estudo sistemático das fontes do conselho, lido à luz da Tradição viva da Igreja e do Magistério. A partir do estudo analítico dos homens dos Padres, o autor pode chegar a este grau de conteúdo teológico do Concílio Vaticano II magisterial em suas principais doutrinas ensinadas nas constituições dogmáticas: sententiae para pertinentes Fidem, não definitivas, mas eles ainda podem aprender importante magisterial progresso, remanescente, que, note magisterial do Conselho, como tal, para o Magistério solene e extraordinário na forma, mas o exercício comum eficaz;
3) Prof. Roberto De Mattei , autor do ensaio histórico O Concílio Vaticano II. A história já escrita , Lindau, de 2010. Embora o volume aclamado faz resolver o problema de hoje da pastoral, principalmente no nível histórico, em seguida, menciona as crônicas do Concílio Vaticano II e diatribes subseqüentes, especialmente na Holanda e norte da Europa, prof. De Mattei também se aproxima de debate teológico. Pode-se dizer que o texto segue a mesma linha de doutrinária Mons. Gherardini acima (Vaticano II exclusivamente pastoral, de modo que seria possível para permitir a presença de um equívoco nos documentos e magistério ordinário universal promulgada em lugar). Como observado em [12] o teólogo dominicano Padre João Cavalcoli OP, comentando o texto em questão e outros do mesmo autor: The Second, com discernimento, inspirado pelo Espírito Santo, nos ensina a "pegar o positivo e rejeitar o negativo." Acusam o Conselho do modernismo, como fazem lefevriani, é loucura e, por sua vez herege, porque as doutrinas de um concílio ecumênico, são ou não são expostos na forma de definições solenes (aqui Gherardini e De Mattei está errado), são sempre "infalível" (se interpretados corretamente), ou "imutavelmente verdadeiro", como interpretação eclesial da Palavra de Deus. No máximo, um conselho pode cometer erros nas orientações pastorais, e aqui também podemos avançar reservas ou críticas sobre os ensinamentos da Segunda , de modo que não seria ruim, talvez, convocar um novo conselho para dissipar mal-entendidos e corrigir erros pastoral [...] É claro que o conselho foram de intrigantes e criptomodernisti, certamente, é difícil entender como o Papa João era tão ingênuo a ponto de admiti-los ao conselho, mas continua a ser que os seus erros, embora tenham tentado, não estão inscritos nos documentos finais do Conselho. Aqui De Mattei confunde o que foi discutido durante o trabalho do Conselho com as conclusões a que chegou.
4) Padre João Cavalcoli OP, autor de O progresso na continuidade. A questão do Concílio Vaticano II e do pós-conciliar, publicado pela Fé e Cultura em 2014. O teólogo dominicano não compartilha a interpretação de "ruptura" com a Tradição pela reconciliação pastoral (hermenêutica da descontinuidade), os três autores aqui anteriormente, mencionado, especialmente o primeiro (Mons. Gherardini) e terceiro (prof. De Mattei). De acordo com seu ponto de vista (Hermenêutica de continuidade), seria, em vez disso, seguiu a chave hermenêutica indicado por Bento XVI para a correta interpretação do Concílio Vaticano II: Continuidade na reforma ou em andamento, contra a interpretação que vê nas novas doutrinas Segundo adaptação à modernidade, como refutar a doutrina católica previamente ensinada pelo Magistério da Igreja.

### Origem do problema da teologia pastoral (e tendências hermenêutico) hoje.
Segundo o autor do pedido de desculpas de volume acima mencionado do papado, todas as diatribes sobre a teologia pastoral contemporâneo, que muitos têm cerca de 40 anos (exemplos conhecidos de fortes objeções:. Dom Antonio de Castro Mayer ., MonsMarcel Lefebvre ., Mons Pierre Martin Ngo Dinh Thuc ., Dom Guerard des Lauriers , etc ...), provavelmente teria sido fomentado pela seguinte declaração do Papa Paulo VI : Existem aqueles que querem saber o que as autoridades, a qualificação teológica, que o Concílio [Vaticano (II), nota do autor] queria dar aos seus ensinamentos, sabendo que ele evitou dar definições dogmáticas solenes, comprometendo-se a infalibilidade do Magistério. E a resposta é conhecida por quem se lembra da declaração conciliar de 06 de março de 1964, repetido 16 de novembro de 1964: dado o caráter pastoral do Concílio [Vaticano (II), nota do autor], ele evitou se pronunciar em uma extraordinária dogmas Manner dotados da nota infalibilidade; mas, no entanto, tem sua autoridade ensinamento do Magistério ordinário supremo que ordinário Magistério e tão obviamente autêntica deve ser aceita docilmente e sinceramente por todos os fiéis, de acordo com a mente do Conselho sobre a natureza e os propósitos dos documentos individuais (Op . cit., 330 p., nota 666) [13] . Diz Carlo Di Pietro (Ibid, p 331 e ss.). Eu já expliquei anteriormente, em detalhes e citando o Magistério [14] , a confusão doutrinária indubitável inerente à proposição e que ela própria gera naqueles que a ouviram; realmente parece-me ser inerentemente insidioso. Se o Concílio Vaticano II - o que, de acordo com G. Montini (Paulo VI), é ainda "mais importante do que o Concílio de Niceia" - "evitou se pronunciar de maneira extraordinária" novas doutrinas em matéria de fé e costumes, definitivamente fez "tão comum e universal", implicando infalibilidade certamente nunca obtido, uma vez que objetivamente errado, de fato, algumas de suas novas doutrinas em matéria de fé e estilo de vida objetivamente criar problemas na transmissão da fé.
Sem a existência desse problema, ao que parece, também seria inútil discussão aqui (História e problemas de Teologia Pastoral) na Wikipedia , por isso os dados históricos existe e parece ser irrefutável. Observa o autor do pedido de desculpas do papado: Isso eu não digo, mas demonstra tanto a teologia (autoritário, prático e comum), que a história. Digo, pois, se o Concílio Vaticano II não se pronunciou universalmente novas doutrinas em matéria de fé e costumes: a) Por que existe? b) O que você quer? c) Por que cria problemas universalmente doutrinárias e divisões? d) Se, antes do evento, esses novos problemas doutrinas? e) Por que é chamado concílio ecumênico ou universal? f) Porque hoje a Igreja sempre realiza suas universalmente Documentos para ensinar novas doutrinas [...] De acordo com Montini (Paulo VI) doutrina católica? - que o conteúdo dogmático a ser preservado (como depósito), e, em seguida, transmitir transmissão - " não é prejudicada pelo Concílio [Vaticano (II), nota do autor] ou substancialmente modificado; , Mas sim o Concílio [Vaticano (II), nota do autor] confirmação, explica, defende e desenvolve apologia autoritário ", também" voz franca e solene do Concílio [Vaticano (II), nota do autor] experiência como office é providencial Cristo confiou ao Magistério vivo da Igreja para proteger, defender, para interpretar o depósito da fé " [15] . E ainda: o depósito da fé que o Vaticano (II) se propõe a interpretar todo o mundo e usando as Escrituras, já foi interpretado tanto como definido solenemente, definitivamente, com uma interpretação diferente do que afirma a definir universalmente, hoje, o Conselho Vaticano II. Diferente de "apologia autoritário '! O ensino de Montini (Paulo VI) será condenado por vários clérigos e teólogos [16] , que consideram que alguns documentos "supremo Magistério", promulgada por Montini, mas que não iria assinar, ainda é "perigoso para a fé e para a salvação das almas. " Muitos vão dizer-lhe mais tarde forçado a constante desobediência (por exemplo lefebvrianos ), permanecendo em comunhão (do governo e privilégios), com o tema e com os seus sucessores, que também confirmaram o ensino; Alguns, no entanto, vai sentir que "este Magistério, sendo um herege, não pode ser atribuída à Igreja de Cristo" [17] , e será moralmente obrigado a observar o feriado apenas formal ou total da Sé Apostólica, que, hoje, ainda ocupavam irregularmente (por exemplo sedevacantistas ).
Sobre a declaração de Paulo VI (Audiência de 12 de Janeiro 1966) citado aqui, diz ainda o autor do pedido de desculpas do papado: 1) [...] Montini (Paulo VI) mostraria provavelmente não sabia que não existem Documentos ou totalmente Conselhos (ou completo) "dogmática" e "não-dogmático" (então só pastoral), já que tudo depende do conteúdo [18] que se expressa em si, que é expresso da seguinte forma [...] e quem; 2) Pode haver, caso contrário, um documento de "dogmática" em lugares onde o Papa fala, sim, mas sem ocupar qualquer um; Bem nesses pontos específicos não está falando infalivelmente. É óbvio que a infalibilidade garantida não depende de "título" do documento ou a "apresentação" que pretende dar a um Conselho, mas sim depende do que ele ensina, que ensina e como ele diz que em cada bilhete equipe de Documento . Bem, mesmo se quiséssemos passar o título de "Conselho não-dogmático," em alguns lugares é, obviamente, alguns que amarrado e falou universalmente, então eles seriam (o Papa e à Igreja com o Papa) ainda se importava! E isso eu sempre negaram os modernistas e Gallicani , agora bem acompanhada de "tradicionalistas" neo [19] .